# Crisilla
Crisilla là một chi ốc biển nhỏ, là động vật thân mềm chân bụng sống ở biển trong họ Rissoidae.

## Các loài
Các loài trong chi Crisilla gồm có:
- Crisilla alvarezi Templado & Rolán, 1994[2]
- Crisilla amphiglypha Bouchet & Warén, 1993[3]
- Crisilla angustostriata Van der Linden, 2005[4]
- Crisilla beniamina (Monterosato, 1884)[5]
- Crisilla callosa (Manzoni, 1868)[6]
- Crisilla chiarellii (Cecalupo & Quadri, 1995)[7]
- Crisilla cristallinula (Manzoni, 1868)[8]
- Crisilla depicta (Manzoni, 1868)[9]
- Crisilla fallax Gofas, 1999[10]
- Crisilla graxai Templado & Rolán, 1994[11]
- Crisilla innominata (Watson, 1897)[12]
- Crisilla iunoniae (Palazzi, 1988)[13]
- Crisilla lincta (Watson, 1873)[14]
- Crisilla luquei Templado & Rolán, 1994[15]
- Crisilla marioni Fasulo & Gaglini, 1987[16]
- Crisilla morenoi Templado & Rolán, 1994[17]
- Crisilla orteai Templado & Rolán, 1994[18]
- Crisilla ovulum Gofas, 2007[19]
- Crisilla perminima (Manzoni, 1868)[20]
- Crisilla picta (Jeffreys, 1867)[21]
- Crisilla postrema (Gofas, 1990)[22]
- Crisilla pseudocingulata (Nordsieck, 1972)[23]
- Crisilla semistriata (Montagu, 1808)[24]
- Crisilla senegalensis Rolán & Hernández, 2006[25]
- Crisilla spadix (Watson, 1897)[26]
- Crisilla transitoria Gofas, 1999[27]
- Crisilla vidali Templado & Rolán, 1994[28]